# Luan (football, 1988)
Pour les articles homonymes, voir Luan.
Luan Michel de Louzã dit Luan, né le 21 septembre 1988 à Araras (Brésil), est un footballeur brésilien. Il évolue au poste d'ailier gauche.

## Biographie
Il commence sa carrière avec l'União São João avant de signer pour São Caetano, toujours dans l'État de São Paulo.
Après ses belles performances dans le championnat brésilien, il est suivi par de nombreux clubs européens.
Le 26 juin 2009, il s'engage pour 4 ans avec le Toulouse FC, qui pense avoir trouvé en ce jeune brésilien le successeur de Jérémy Mathieu.
En août 2010, il est prêté un an avec option d'achat au club brésilien de Palmeiras.
En raison de son efficacité toute la saison, le club brésilien décide de lever l'option d'achat de 3 millions d'euros et d'offrir un contrat de cinq ans à Luan en août 2011.

## Palmarès
- Cruzeiro
  - Champion du Brésil en 2013 et 2014

- Palmeiras
  - Champion du Brésil en 2016

- América Mineiro
  - Champion du Brésil de Série B en 2017